# Sherborne Castle
Sherborne Castle er et 1500-tals landsted fra tudortiden sydøst for Sherborne i Dorset, England, i sognet Castleton. Den ligger i en park der en del af af Digby estate der omfatter 62 km2.
Sherborne Old Castle er ruinen af en middelalderborg fra 1100-tallet der ligger ved landstedet. Den blev opført som et befæstet palads af Roger de Caen, biskop af Salisbury og Chancellor of England, og tilhørte kirken helt op i 1500-tallet. I begyndelesn af 1140'erne blev borgen erobret af Robert jarl af Gloucester under anarkiet, hvor den blev betragtet som "en nøgle til hele kongeriget".